# Евр (река)
Евр (фр. Èvre) је река у Француској. Дуга је 92 km. Улива се у Лоару. 